# Viz Media
Viz Media (Eigenschreibweise VIZ Media) ist ein nordamerikanischer Verlag für Anime, Manga und andere Produkte der japanischen Unterhaltungsindustrie mit Sitz in San Francisco. Es wurde 1986 als Viz Communications gegründet. 2005 erfolgte die Fusion mit dem amerikanischen Vertriebszweig von ShoPro Entertainment und firmiert seitdem unter dem Namen Viz Media. Das Unternehmen gehört zur Hitotsubashi Group. Viz Media verlegt auch einige Magazine zu Anime und Manga, darunter amerikanische Ausgaben von japanischen Magazinen wie Weekly Shōnen Jump.

## Geschichte

Viz Media-Logo bis 2005

Viz wurde 1986 von Seiji Horibuchi gegründet. Er bekam dafür 200.000 $ Startkapital von Shogakukan. 1987 veröffentlichte der Verlag seine ersten Titel, darunter Legend of Kamui. Das Unternehmen stieg später in den Anime-Distributionsmarkt ein und verzeichnete dort Erfolge. In den 1990ern expandierte Viz auf den südamerikanischen und europäischen Markt. Shūeisha wurde 2002 Miteigentümer von Viz. Shogakukan und Shūeisha begannen Mangas fast ausschließlich über Viz zu veröffentlichen. 2004 fusionierte die amerikanische Shogakukan-Vertriebsabteilung ShoPro Entertainment mit der Viz zur Viz Media. Die Viz Media organisierte 2007 ihr europäisches Geschäftsfeld neu. Im Rahmen dieser Neugliederung verlegte Viz Media die europäische Zentrale von Amsterdam (Niederlande) nach Paris (Frankreich). Das so entstandene neue Unternehmen wurde am 15. Januar 2007 unter dem Namen Viz Media Europe gegründet und übernahm alle europäischen, nahöstlichen und afrikanischen Aktivitäten von Viz Media.
Im Jahr 2009 wurde das Imprint Haikasoru (japanisch für high castle als Anspielung auf den SF-Roman The Man in the High Castle) zum Verlag japanischer Science-Fiction-Romane ins Leben gerufen. Im Juli 2019 ging VIZ Media eine Partnerschaft mit Crunchyroll ein, um ausgewählte Crunchyroll-Titel in Amerika und Kanada für den Heimvideo-Markt und dem elektronischen Markt auszuwerten. Im November 2022 übertrug Viz Media der Agentur Boutique Licensing Agency das europäische Lizenzgeschäft, die nun in Europa im Auftrag von Viz Media agiert.

## Konzerngliederung

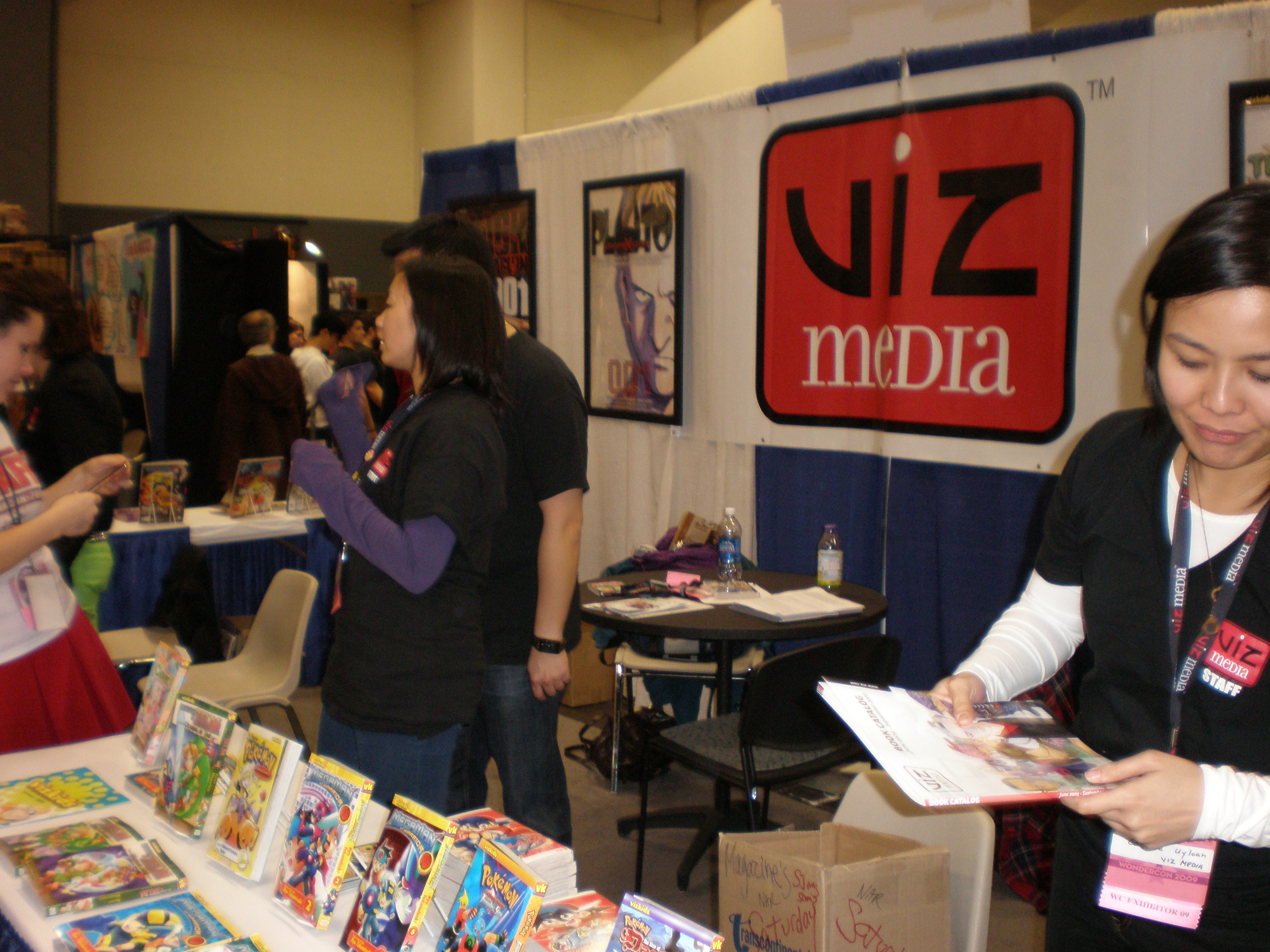
Stand von Viz Media auf der WonderCon 2009.

| Hitotsubashi Group Shōgakukan, Shūeisha, ShoPro Mutterunternehmen |  |  |  |  |  |
|                                                                   |  |  |  |  |  |
| Viz Media                                                         |  |  |  |  |  |
|                                                                   |  |  |  |  |  |
| Viz Productions                                                   |  |  |  |  |  |

## Veröffentlichungen

### Magazine
- Animerica (eingestellt)
- Animerica Extra (eingestellt)
- Free Animerica (eingestellt)
- Game On (eingestellt)
- Manga Vizion (eingestellt)
- Pulp (eingestellt)
- Shojo Beat (eingestellt)
- Shonen Jump USA

### Manga und Anime (Auswahl)
- 7th Garden
- 20th Century Boys
- Air Gear
- Angel Sanctuary
- Black Cat
- Black Lagoon
- Bleach
- Claymore
- Deadman Wonderland
- Death Note
- Detektiv Conan Short Stories
- Dragon Ball
- Fullmetal Alchemist
- Hikaru no Go
- Hunter × Hunter
- Inu Yasha
- Monster
- Naruto
- Neon Genesis Evangelion
- Ouran High School Host Club
- Pokémon
- Ranma ½
- Rosario + Vampire
- Vagabond

### Realfilme
- Uzumaki

### Soundtrack
- Ranma ½ Original TV Soundtrack, Volume 1

## Kritik
Der Verlag wurde kritisiert für Veränderungen an den veröffentlichten Mangas. So wurden Mangas wie Ranma ½ in der Übersetzung an westliche Verhältnisse angepasst und auch die Leserichtung von der japanischen zur westlichen verändert. Auch wurde die Zensur bei Serien wie Dragonball bemängelt. Viz Media rechtfertigte die Veränderungen damit, dass die Mangas mit einer niedrigeren Altersfreigabe außerhalb der Buchläden, so in Supermärkten, angeboten werden können.